# Гуарино, Джузеппе
Джузеппе Гуарино (итал. Giuseppe Guarino; 6 марта 1827, Монтедоро, королевство Обеих Сицилий — 22 сентября 1897, Мессина, королевство Италия) — итальянский кардинал. Архиепископ Сиракузы с 23 февраля 1872 по 5 июля 1875. Архиепископ Мессины с 5 июля 1875 по 22 июня 1895. Кардинал-священник с 16 января 1893, с титулом церкви Сан-Томмазо-ин-Парионе с 19 января 1893.